# Montauville
Montauville é uma comuna francesa na região administrativa de Grande Leste, no departamento de Meurthe-et-Moselle. Estende-se por uma área de 16,19 km². Em 2010 a comuna tinha 1 085 habitantes (densidade: 67 hab./km²).